# Marie Barrué
Marie Barrué, née à La Seyne-sur-Mer le 15 juillet 1996 est une athlète de l'équipe de France de voile,.

## Biographie
Marie Barrué a commencé la voile dans la catégorie Optimist à l'âge de 6 ans à Hyères. Plusieurs fois championne de France Jeune en Laser Radial, elle décroche sa première médaille internationale au championnat d'Europe jeune au Danemark en 2012.
Depuis 2016 elle est en préparation Olympique pour les Jeux olympiques d'été de 2020 à Tokyo.

## Palmarès

### Championnats du Monde
- 2019 : 5e sur 111 compétiteurs au championnat du Monde sénior en radial (Japon)[4],[5],[6],[7].
- 2017 : 13e au championnat du Monde sénior (Pays-Bas)[8],[9].
- 2014 : vice championne du Monde jeune (France).

### Championnats d'Europe
- 2012 : vice championne d'Europe jeune (Danemark).

### Championnats de France[10]
- 2013 / 2018 : championne de France laser radial élite[11],[12].
- 2014 / 2015 : championne de France laser radial jeune.
- 2013 : vice championne de France laser radial jeune.
- 2010 / 2011: vice championne de France laser 4.7 jeune.

### Championnat Sud américain
- 2019 : médaille de bronze au championnat Sud Américain (Pérou).

### Jeux méditerranéens
- Jeux méditerranéens de 2022 à Oran ( Algérie) :
  -  médaille d'or en Laser radial